# Liste von Sibyllendarstellungen in der Kunst
Diese Liste von Sibyllendarstellungen in der Kunst führt Abbildungen in der Bildenden Kunst von Sibyllen auf, Bilder und Statuen der antiken Seherinnen, die in Mittelalter und Renaissance als Prophetinnen des christlichen Gottes angesehen wurden. Die Liste ist sortiert nach dem Ortsnamen, wo diese Abbildung in Kirchengebäuden, Ratsstuben oder anderen Häusern zu finden sind. Falls sich die Darstellung heute in einem Museum befindet, ist der Ortsname zum Museum zur Sortierung genutzt. So sind beispielsweise die wohl berühmtesten aller Sibyllendarstellungen, die von Michelangelo gemalten Deckenfresken der Sixtinischen Kapelle in Rom unter dem Buchstaben V (Vatikan) eingeordnet, die in der Ratsstube von Goslar zu findenden Sibyllen unter G. Darstellungen in Manuskripten und antiken Büchern sind unter dem Erscheinungsort der Werke zu finden, so z. B. die Sibyllendarstellungen in der Schedelschen Weltchronik aus Nürnberg unter N.

## A
- Admont: Stiftsbibliothek Admont, Bibliotheksaal,  kleinere, vergoldete Büsten von Sibyllen, geschaffen von Josef Stammel (1695–1765)

## B
- Berlin: Gemäldegalerie, Bladelin-Altar, Tafelbild der Vision der Tiburtinischen Sibylle von Rogier van der Weyden, 1446
- Berlin: Bismarck-Nationaldenkmal, Bronzefigur der Tiburtinischen Sibylle von Reinhold Begas, 1901

## D
- Detroit, USA: Detroit Institute of Arts, The Cumaean Sibyl, Gemälde von Elihu Vedder, 1876

## E
- Étampes:  Baum der Sibyllen in der Kirche Notre-Dame-du-Fort in Étampes, Glasfenster, 1550/60

## F
- Frankfurt: Städel Museum, Tafelbild der Vision der Tiburtinischen Sibylle vom Meister der Tiburtinischen Sibylle, um 1470
- Florenz: Uffizien, Sibylle von Cuma unter den Fresken mit berühmter Männer und Frauen aus der Villa Carducci von Andrea del Castagno, um 1450

## G
- Gent: St.-Bavo-Kathedrale, Genter Altar, Tafelbilder von Sibyllen und Propheten von Jan van Eyck, um 1430
- Genua: barockes Deckenfresko in der Basilica di Santa Maria Assunta
- Goslar: Huldigungssaal im Rathaus: Goslarer Sibyllen (Zyklus mit Kaisern, Sibyllen und Heiligen), Tafelbilder vom Meister der Goslarer Sibyllen

## I
- Chantilly, Musée Condé: Ingeborg-Psalter, Darstellung der Sibylle in der Wurzel Jesse (Buchmalerei), um 1200

## K
- Köln, Wallraf-Richartz-Museum: Bild in Öl/Tempera Verherrlichung Mariens vom Meister der Verherrlichung Mariae, 1470
- Kiel, vor der alten Muthesius-Kunsthochschule: Bronzeskulptur La Sibilla von Pericle Fazzini, 1947 (Abguss 1960)

## L
- Laon, Kathedrale von Laon: Sibyllenfigur im Eingangsportal (um 1200)

## M
- Moldovita, Kloster Moldovița, rumänisch-orthodoxes Frauenkloster: Außenwand der Kirche 10 Darstellungen mit Antiken Philosophen sowie der Sibylle, aus dem Jahre 1536

## N
- New York City: Metropolitan Museum of Art, Figur der Libyschen Sibylle von William Wetmore Story, 1858
- Nürnberg: Schedelsche Weltchronik, XCIIIv. Darstellung der Iiburtinischen Sibylle, 1493

## O
- Oldenburg, Landesmuseum: Cumaeische Sibylle. Gemälde von Johann Heinrich Wilhelm Tischbein, um 1805
- Orvieto, Dom: Sibylle von Erythrai. Marmorrelief von Lorenzo Maitani in der Fassade, um 1310
- Orvieto, Dom: Sibylle von Erythrai, Gemälde in der Eingangswand der Cappella di San Brizio von Luca Signorelli, 1499
- Ourense, Kathedrale: Sibylle, Holzplastik, 17. Jahrhundert
- Oxford, Christ Church Library: Zwei Sibyllen in Nischen. Gemälde von L’Amico di Sandro (zugeschrieben), Florenz, um 1475

## P
- Paris: Musée du Louvre: Augustus und die Sibylle von Tibur von Antoine Caron, um 1585
- Perugia: Collegio del Cambio Sala dell'Udien,  Gottvater mit Propheten und Sibyllen, Fresko von Pietro Perugino, 1496–1500
- Pisogne: Kirche Santa Maria della Neve, Sibylle, Deckenfresko von Girolamo Romanino, 1533–34
- Pfarrkirchen im Mühlkreis: Pfarrkirche Mariä Himmelfahrt, Fresken von Sibyllen von Giovanni Carlone

## R
- Radebeul: Berg- und Lusthaus Hoflößnitz, Wohn- und Schlafraum der Kurfürstin, Darstellungen von zwölf Sibyllen und elf Amazonen, dazu Personifikationen der sieben freien Künste, wohl von Christian Schiebling und Centurio Wiebel, Mitte 17. Jahrhundert
- Rom: Kirche Santa Maria in Aracoeli, Augustus und die Tiburtinische Sibylle, Darstellung der Gründungslegende der Kirche

## S
- Santiago de Compostela: Kathedrale von Santiago de Compostela, Figur der Sibylle im Eingangsportal (Pórtico de la Gloria)
- Schleswig: Schleswiger Dom, Statue der Tiburtinischen Sibylle am Bordesholmer Altar
- Siena: Dom von Siena, Mosaikfussboden, Reihe von Sibyllen
- Sucevița: Kloster Sucevița, Wandmalereien an der Außenwand mit Darstellungen von antiken griechischen heidnischen Philosophen und der Sibylle, 16. Jahrhundert
- Spello/Umbrien: Kirche S.Maria Maggiore, Baglioni-Kapelle, im Gewölbe 4 Sibyllen(Europea, Tiburtina, Eritrea, Samia) von Pinturicchio

## U
- Ulm: Münster, Chorgestühl, Weise und Sibyllen, Wangenbüsten von Jörg Syrlin d. Ä. in Zusammenarbeit mit Michel Erhart, um 1470

## V
- Vatikan, Appartamento Borgia: Sala delle Sibille,  Gewölbedekoration mit Sibyllendarstellungen von Pinturicchio
- Vatikan, Sixtinische Kapelle: Propheten und Sibyllen, Fresken von Michelangelo
- Voronet: Kloster Voroneț, Wandgemälde der Sibylle im Bild der Wurzel Jesse, 15. Jahrhundert

## W
- Wien: Schlosspark Schönbrunn, Große Parterre, Skulptur der Cumäische Sibylle von Wilhelm Bayer u. a., um 1775